# Mausoleo de Judai Nazar-Ovluya
El mausoleo de Judai Nazar-Ovluya (en turcomano: Hudaýnazar Öwlüýä kümmeti) son las ruinas de un mausoleo situado en Bairamali (28 km al norte de Mari), en Turkmenistán.

## Historia
Según los investigadores, el mausoleo fue construido en los siglo XI y XII para la tumba de Judai Nazar-Ovluya.  
El mausoleo fue descubierto y estudiado por primera vez en 1951. 

## Arquitectura
El monumento está clasificado entre las pocas tumbas céntricas o chortaks de Asia Central de los siglo XI y XII. Estilísticamente, la tumba más cercana es el mausoleo de Mohamed ibn Zeyd en Mari.  
El edificio, ahora casi completamente destruido, fue construido con ladrillos de barro y revestido con ladrillos cocidos sobre mortero de arcilla en el exterior. Con la única fachada que sobrevivió, se giró hacia el suroeste, las partes de las esquinas contiguas a esta fachada sobrevivieron de las fachadas laterales; las otras partes y toda la fachada trasera se conservaron solo en la base y, aparentemente, se completaron más tarde con bruto materiales El salón cuadrado estaba cubierto con una cúpula de adobe sobre un octógono de trampolines, construido, al igual que los muros, de adobe. 
La fachada sobreviviente parecía un portal: un nicho de entrada arqueado poco profundo de 3,9 metros de ancho está flanqueado por dos nichos estrechos de la misma altura. Este centro de tres arcos estaba inscrito en un amplio marco rectangular, cuya parte interior principal estaba decorada con un patrón de relieve geométrico: pentágonos diagonales alargados, cadenas de cuadrados y semicruces en una combinación clara. Los marcos de esta cinta, los tímpanos del arco medio y el muro a dos aguas del nicho de entrada hasta la base del arco están revestidos con mampostería en "pares" con inserciones verticales talladas de varios patrones. El frontón del arco en sí estaba decorado con pequeños mosaicos de terracota en la técnica de mampostería compleja de "escalera" con inserciones talladas, tenía un cinturón triple de terracota tallada en la base y estaba suavemente curvado de modo que sus bordes colgaban ligeramente sobre las esquinas interiores del nicho de entrada.